# Beerbach (Dietersheim)

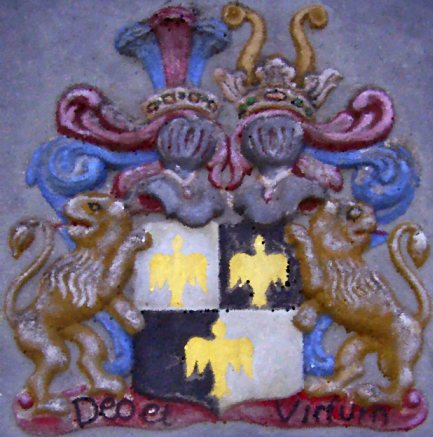
Wappen der Familie de Tubeuf

Beerbach (fränkisch: Baabach) ist ein Gemeindeteil der Gemeinde Dietersheim im Landkreis Neustadt an der Aisch-Bad Windsheim (Mittelfranken, Bayern). Die Gemarkung Beerbach hat eine Fläche von 5,680 km². Sie ist in 715 Flurstücke aufgeteilt, die eine durchschnittliche Fläche von 7944,47 m² haben. In ihr liegt neben dem namensgebenden Ort der Gemeindeteil Pechhütte.

## Geographie
Das Dorf liegt am Brünnleinsbach und am Buchengraben, die 0,25 km nördlich des Ortes zum Beerbach zusammenfließen, einem rechten Zufluss des Schweinebachgrabens. Etwa 0,5 km südwestlich erhebt sich der Salzleckenkopf (384 m ü. NHN), 0,75 km der Rothenberg (384 m ü. NHN), 0,5 km nordwestlich der Kirschenbuckel. 0,25 km südlich liegt der Klosterwald, etwa 0,25 km östlich das Waldgebiet Hochstraße, 1 km nordwestlich das Flurgebiet Reutenfeld.
Gemeindeverbindungsstraßen führen nach Dietersheim (2,5 km nordwestlich), an der Pechhütte vorbei nach Rimbach zur Kreisstraße NEA 24 (3 km südöstlich) und zur Kreisstraße NEA 6 (1 km nördlich).

## Ortsname
Der Ortsname „Beerbach“ wurde von mittelhochdeutsch ber, ‚Eber‘, ‚Schwein‘, „Saubär“ als ‚männliches Schwein‘, abgeleitet, woraus auch mundartlich Beier, Beir für das Geschlecht von Beirbach erklärt werden kann.

## Geschichte
In der Gründungsurkunde des Klosters Heilsbronn von 1132 wurde ein „Wignand von Beirbach“ erwähnt, womit erstmals auch der Ort urkundlich bezeugt ist. Das Heilsbronner Kloster war jedoch dort nicht begütert. Das ortsansässige Geschlecht wurde 1168 mit „Henricus de Beirbach“, 1235 mit „Heinricus de Beigerbach“ und 1253 mit „Fridericus de Beigerbach“ bezeugt. 1517 wurde der Ort in einer Urkunde des Zisterzienserklosters Birkenfeld erwähnt. 1699 kaufte Wilhelm von Witzleben Beerbach als freies, adeliges Rittergut, aber bereits 1703 kam es zum Haus Brandenburg zurück. 1724 wurde es Johann Heinrich von Stürzel überlassen, der es 1735 seiner Tochter Charlotte bei ihrer Heirat mit Ernst Ludwig von Holleben vermachte.
Das von 1700 bis 1706 durch Wilhelm von Witzleben erbaute Schloss mit 26 m Länge und 17 m Breite im Ortskern wurde 1802–1805 abgebrochen und nur einige Kellergewölbe und das Wappen derer von Tubeuf am Haus Herrnbergstraße 2 erinnern an die Feudalzeit.
Im Jahre 1769 erwarb Hofrat Charles Baron de Tubeuf das Rittergut Beerbach. Wenige Jahre nach dem Tode seiner Frau verkaufte er es für 60.000 Gulden an das Fürstentum Ansbach und zog nach Erlangen in das Palais in der Friedrichstraße. 1786 wurde das Rittergut vom Neustädter Kastenamtmann im Auftrag des Markgrafen unter öffentlicher Aufsicht einzeln und stückweise an die Untertanen verkauft.
Gegen Ende des 18. Jahrhunderts gab es in Beerbach 49 Anwesen. Das Hochgericht übte das brandenburg-bayreuthische Stadtvogteiamt Neustadt an der Aisch aus. Die Dorf- und Gemeindeherrschaft hatte die brandenburg-bayreuthische Administration Beerbach. Alle Anwesen hatten das Fürstentum Bayreuth als Grundherrn (Administration Beerbach: Schloss, Wirtshaus mit Brauhaus, Branntweinbrennerei, Gemeindehaus, Gemeindehirtenhaus, Bäckerei, ehemalige Pechhütte, ehemalige Ziegelhütte, 22 Häuser, 10 Halbhäuser, 8 Viertelhäuser; Klosteramt Birkenfeld: 1 Hof).
Von 1797 bis 1810 unterstand der Ort dem Justizamt Dachsbach und Kammeramt Neustadt. 1810 kam Beerbach zum Königreich Bayern. Im Rahmen des Gemeindeedikts wurde es dem 1811 gebildeten Steuerdistrikt Oberroßbach und der 1813 gebildeten Ruralgemeinde Oberroßbach zugeordnet. Mit dem Zweiten Gemeindeedikt (1818) entstand die Ruralgemeinde Beerbach, zu der Pechhütte gehörte. Sie war in Verwaltung und Gerichtsbarkeit dem Landgericht Neustadt an der Aisch zugeordnet und in der Finanzverwaltung dem Rentamt Neustadt an der Aisch (1919 in Finanzamt Neustadt an der Aisch umbenannt, seit 1972 Finanzamt Uffenheim). Ab 1862 gehörte Beerbach zum Bezirksamt Neustadt an der Aisch (1939 in Landkreis Neustadt an der Aisch umbenannt). Die Gerichtsbarkeit blieb beim Landgericht Neustadt an der Aisch (1879 in das Amtsgericht Neustadt an der Aisch umgewandelt). Die Gemeinde hatte 1964 eine Gebietsfläche von 5,687 km².
Von etwa 1837 bis 1967 gab es in Beerbach eine Einklassenschule, in der bis über 100 Schüler unterrichtet wurden.
Mit der Gebietsreform in Bayern wurde Beerbach am 1. Januar 1972 nach Dietersheim eingegliedert.
Bis Anfang der 1980er Jahre war Beerbach bis in den Großraum Nürnberg als „Kirschenmetropole“ bekannt.

### Baudenkmäler
- Dietersheimer Straße 2 (= Haus Nr. 6): Gasthaus[19]
- Haus Nr. 14: Ehemalige Schäferei, 1727 als Kellergebäude errichtet, 1885 neu gebaut. Eingeschossiges Satteldachhaus auf Quadersockel. Zwei Dachgeschosse, Glockentürmchen. Rundbogige Kellertür war bezeichnet „J. H. v. St(ürzel) 1727“, modern verändert. Im Keller großes Tonnengewölbe.[9]
- Haus Nr. 15: Ursprünglich Brauerei. An Neubau des 19. Jahrhunderts Bogenstein in Wiederverwendung: „L I E v“(on) „H“(olleben) / „1753“. In der Scheuer an der Nordseite im Putz „Erbaut von Johann Friedrich Hülf 1854“.[9]
- Haus Nr. 50: Erstes Viertel 19. Jahrhundert. Zweigeschossiges Walmdachhaus, im Erdgeschoss teilweise verändert. Quadersockel, Ecklisenen, verkröpftes Gurtband. Obergeschoss verputztes Fachwerk. An der Westseite des Erdgeschosses Wappenstein der Tubeuf, zwei Löwen halten glattes Wappen, mit Devise „Deo et virtuti“.[9]
- Das nach dem Ersten Weltkrieg am Ortsausgang Richtung Dietersheim errichtete Gefallenendenkmal wurde nach dem Zweiten Weltkrieg mit zwei Steinplatten ergänzt.[20]

### Bodendenkmäler
In der Gemarkung Beerbach gibt es drei Bodendenkmäler.

### Einwohnerentwicklung
Gemeinde Beerbach
| Jahr      | 1818   | 1840   | 1852   | 1855   | 1861   | 1867   | 1871   | 1875   | 1880   | 1885   | 1890   | 1895   | 1900   | 1905   | 1910   | 1919   | 1925   | 1933   | 1939   | 1946   | 1950   | 1952   | 1961   | 1970   |
| Einwohner | 293    | 423    | 402    | 384    | 409    | 426    | 440    | 451    | 443    | 450    | 401    | 393    | 355    | 354    | 351    | 326    | 307    | 309    | 277    | 368    | 370    | 324    | 317    | 276    |
| Häuser    | 52     | 61     |        |        |        |        | 71     |        |        | 72     | 69     |        | 69     |        |        |        | 66     |        |        |        | 62     |        | 65     |        |
| Quelle    | [ 22 ] | [ 23 ] | [ 24 ] | [ 24 ] | [ 25 ] | [ 26 ] | [ 27 ] | [ 28 ] | [ 29 ] | [ 30 ] | [ 31 ] | [ 24 ] | [ 32 ] | [ 24 ] | [ 33 ] | [ 24 ] | [ 34 ] | [ 24 ] | [ 24 ] | [ 24 ] | [ 35 ] | [ 24 ] | [ 15 ] | [ 36 ] |

Ort Beerbach
| Jahr      | 001818 | 001840 | 001861 | 001871 | 001885 | 001900 | 001925 | 001950 | 001961 | 001970 | 001987 | 002013 | 002014 |
| Einwohner | *293   | 350    | 337    | 374    | 365    | 292    | 258    | 317    | 267    | 233    | *226   | *220   | *217   |
| Häuser    | *52    | 73     |        |        | 58     | 56     | 55     | 51     | 55     |        | *62    |        |        |
| Quelle    | [ 22 ] | [ 23 ] | [ 25 ] | [ 27 ] | [ 30 ] | [ 32 ] | [ 34 ] | [ 35 ] | [ 15 ] | [ 36 ] | [ 37 ] |        | [ 2 ]  |

## Kirchengemeinde
Beerbach gehört zum evangelisch-lutherischen Pfarramt Dottenheim. In der Dottenheimer St.-Markus-Kirche befinden sich die Grabstätten der früheren Rittergutsbesitzer von Tubeuf. Der Friedhof wurde 1934 angelegt. Bis dahin wurden die Verstorbenen auf dem Friedhof Dottenheim beigesetzt. Die neu errichtete Kapelle am Friedhof wurde 1974 geweiht.

## Vereinsleben
In Beerbach gibt es ein vielfältiges und lebendiges Vereinsleben.
| Verein                                 | Gründungsjahr | Zahl der Mitglieder 2013 |
| -------------------------------------- | ------------- | ------------------------ |
| Freiwillige Feuerwehr Beerbach e. V.   | 1888          | 45                       |
| Obst- und Gartenbauverein              | 1902          | 33                       |
| Männergesangverein Beerbach 1905 e. V. | 1905          | 53                       |
| Dorfverein Beerbach e. V.              | 1999          | 54                       |

## Regelmäßige Veranstaltungen
- Kirchweih im Zelt Anfang Oktober
- Straßenfest der Dorfjugend im August

## Persönlichkeiten
- Viktor von Holleben (1737–1808), preußischer Generalmajor